# Wladimir Petrowitsch Dolgorukow
Fürst Wladimir Petrowitsch Dolgorukow (russisch Владимир Петрович Долгоруков; * 1696/1699; † 20. Maijul. / 31. Mai 1761greg. in Riga) war ein russischer Generalleutnant sowie Gouverneur in Est- und Livland.

## Leben

### Familie
Wladimir Petrowitsch war Angehöriger des russischen Fürstengeschlecht Dolgorukow. Seine Eltern waren Pjotr Dolgorukow (1663–1708) und Anna Iwanowna Buturlina. Er vermählte sich 1723 in erster Ehe mit Prinzessin Elena Alexandrowna Prosorowska, einer Schwester von Alexander Alexandrowitsch Prosorowski. Aus seiner zweiten, als Witwer geschlossenen Ehe mit Prinzessin Elena Wassiliewna Chilkow († 1763) sind vier Töchter und zwei Söhne hervorgegangen, darunter:
- Katharina (* 1733), ⚭ Johann Barsch (1723–1806), russischer Admiral[2]
- Praskowja (1735–1824), ⚭ 1760 Iwan Iwanowitsch Melissino (1718–1795)
- Natalia (1736–1812), ⚭ 1762 Nikolai Iwanowitsch Saltykow (1736–1816)
- Wassili (1738–1782), russischer Generalmajor
- Juri (1740–1830), russischer General en chef

### Werdegang
Dolgorukow absolvierte eine Offizierslaufbahn in der Kaiserlich Russischen Armee. Am 9. Mai 1739 wurde er vom Oberstleutnant im St. Petersburger Dragoner-Regiment zum Oberst befördert und zum Kommandeur des Rigaer Dragoner-Regiments ernannt. Die Stellung des Regimentskommandeurs hatte er bis zum 17. September 1742 inne. Zu diesem Datum avancierte er zum Generalmajor und wurde zum Vizegouverneur von Riga ernannt. Vielleicht erhielt er den Gouverneursposten auch erst 1751, er blieb jedenfalls bis 1753 in dieser Stellung. Ebenfalls 1753 wurde er Generalgouverneur von Reval, was er bis 1758 blieb. 1755 erhielt er seine Beförderung zum Generalleutnant. Er war bei der Livländischen Ritterschaft immatrikuliert und wurde am 5. März 1756 auch in die Matrikel der Estländischen Ritterschaft aufgenommen. Dolgorukow wechselte 1758 als Generalgouverneur oder dessen Stellvertreter zurück nach Riga. In dieser Stellung verstarb er ebenda drei Jahre später.